# Acanthochelys
Acanthochelys är ett släkte av sköldpaddor. Acanthochelys ingår i familjen ormhalssköldpaddor.
Arter enligt Catalogue of Life och The Reptile Database:
- Acanthochelys macrocephala
- Acanthochelys pallidipectoris
- Acanthochelys radiolata
- Acanthochelys spixii